# 若宮神社 (鹿児島市)
若宮神社（わかみやじんじゃ）は鹿児島県鹿児島市池之上町に鎮座する神社。鹿児島五社の一つ。

## 祭神
応神天皇、仁徳天皇、神功皇后を祀る。

## 沿革
島津氏の家祖忠久が鎌倉の鶴岡八幡宮を勧請したものというが、暦応年間（14世紀前葉）の創祀とも、島津氏が延文元年（1356年）に内城の鎮護神として大隅正八幡宮を勧請したのに創まるともいう。

## 境内
平成10年（1998年）に公園整備事業に伴い境内を発掘したところ、縄文時代後期の遺跡が発見された。